# نراد فورست
نراد فورست (نام علمی: Abies forrestii) نام یک گونه از سرده نراد است.